# Pyrzyce
Pyrzyce [pɨˈʐɨt͡sɛ] (tyska: Pyritz) är en stad i Västpommerns vojvodskap i nordvästra Polen och huvudort i distriktet Powiat pyrzycki, belägen 48 kilometer söder om Szczecin. Tätorten hade 12 790 invånare år 2014 och är centralort i en stads- och landskommun med sammanlagt 19 708 invånare samma år.

## Historia

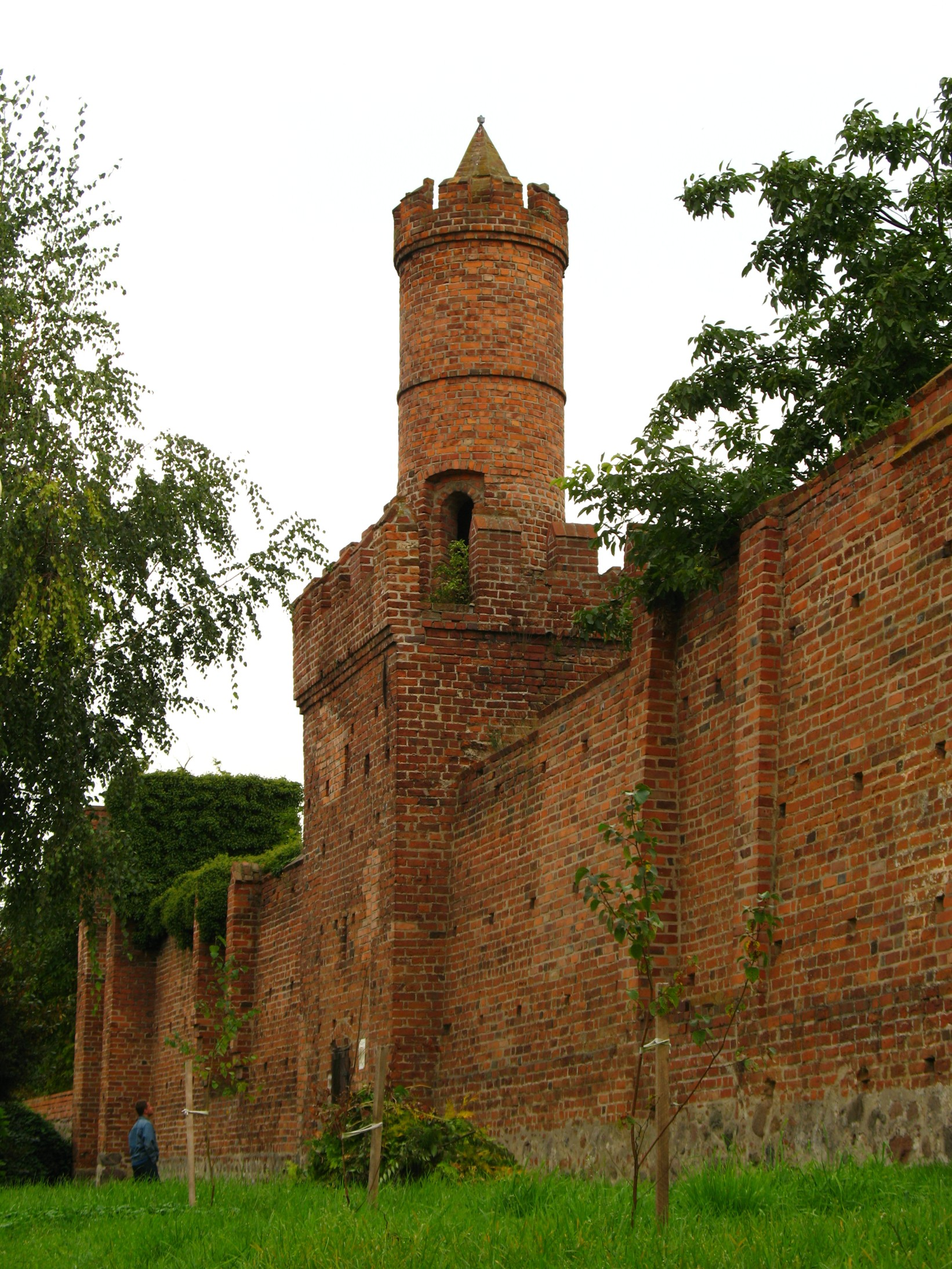
Stadsmuren

Staden Pyritz omnämns först 1124 av biskopen Otto av Bamberg, som omvände den slavisk-pommerska befolkningen till kristendomen. Under Ostsiedlung-perioden under medeltiden bosatte sig många tysktalande i området.
Efter den siste pommerske hertigen Bogislav XIV av Pommerns död 1637 uppgick staden i markgrevskapet Brandenburg och sedan i kungariket Preussen. Under preussiskt styre var staden kretsstad i kretsen Pyritz som var belägen i regeringsområdet Stettin i provinsen Pommern.
1871 blev staden en del av det förenade Tyska kejsardömet och 1882 fick Pyritz järnvägsförbindelse för första gången.
I slutet av andra världskriget erövrades staden av Röda armén och den tyska befolkningen flydde eller fördrevs. Efter krigsslutet hamnade Pyritz öster om Oder–Neisse-linjen och tillföll Polen, som döpte om staden till Pyrzyce.

## Kultur och sevärdheter
Pyrzyce har en ursprungligen 2 250 meter lång medeltida stadsmur, uppförd i olika etapper mellan slutet av 1200-talet och 1500-talet. Delar av muren skadades under andra världskriget men många sektioner har restaurerats och finns bevarade.

## Kommunikationer
Stadens järnväg används idag endast för godstrafik. Väster om staden passerar motortrafikleden och europavägen E65, i Polen skyltad som S3, som sammanbinder orten med Gorzów Wielkopolski och Szczecin.

## Kända personer från orten
- Karl Gützlaff (1803-51), tysk missionär och sinolog.
- Gustav Hirschfeld (1847-95), tysk arkeolog och geograf.
- Gustav Jacobsthal (1845-1912), tysk musikhistoriker och komponist.